# Eldar (nome nordico)
Eldar  è un nome proprio di persona norvegese maschile.

## Origine e diffusione
Si tratta di una creazione moderna, attestata per la prima volta a Brønnøy (Norvegia) nel 1868, e quindi in un censimento di Snæfellsnessýsla (Islanda) nel 1910; etimologicamente, si tratta di un composto degli elementi norreni eldr ("fuoco") e -arr ("esercito"). 
Il nome è in uso prevalentemente in Norvegia, dove ha goduto di buona fortuna tra il 1950 e il 1965, e di nuovo a partire dal 2005; è però attestato anche negli altri paesi nordici. È omografo con Eldar, un nome diffuso nel Caucaso e in Asia centrale non correlato.

## Persone
- Eldar Hansen, calciatore e dirigente sportivo norvegese
- Eldar Rønning, fondista norvegese